# Skinke
Skinke er et tilberedt lår fra svin. Den kan serveres på mange måder; i Danmark glaseret, røget, kogt, stegt, tørret, speget, som bayonneskinke m.m.

Danske kvalitetsskinker kan eksporteres til Italien og vende tilbage som parmaskinker.
Skinke bliver brugt i toast og sandwich.

## Alternativ brug af ordet skinke
Ordet skinke bruges af veganere om vegansk skinke, der er plantebaseret kød, altså en efterligning uden indhold af kød.
Muslimer bruger kalkunskinke som et halal alternativ til skinke af svin, ligesom de bruger bacon om kalve- og kalkunkød.
- Le jambon (Félix Vallotton, 1918).
- Le jambon (Édouard Manet, c. 1875).
- Le jambon (Paul Gauguin, 1889).